# 韦里耶尔 (康塔尔省)
韦里耶尔（法語：Veyrières，法語發音：[veʁjɛʁ]）是法国康塔尔省的一个市镇，属于莫里亚克区。

## 地理
韦里耶尔（45°19'51"N, 2°22'27"E）面积13.67 平方千米，位于法国奥弗涅-罗讷-阿尔卑斯大区康塔爾省，该省份为法国中南部省份，位于法國中央高原中心，北起科雷兹省、上盧瓦爾省和多姆山省，西接洛特省和科雷兹省，南至阿韦龙省和洛特省，东临上盧瓦爾省和洛泽尔省。
与韦里耶尔接壤的市镇（或旧市镇、城区）包括：阿尔什、巴西尼亚克、尚帕尼亚克、雅莱拉克、塞朗东。

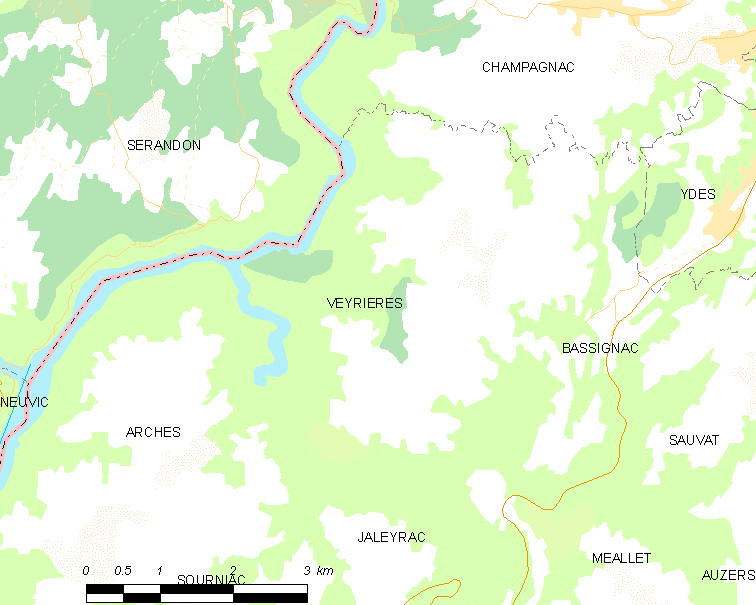
的OSM定位图

韦里耶尔的时区为UTC+01:00、UTC+02:00（夏令时）。

## 行政
韦里耶尔的邮政编码为15350，INSEE市镇编码为15254。

## 政治
韦里耶尔所属的省级选区为伊德县。

## 人口

1962-2008年间人口变化图示

韦里耶尔于2022年1月1日时的人口数量为120人。